# پشتخه شاه حسنی
پشتخه شاه حسینی پشتخه واژه‌ای است در گویش فارسی لارستانی و معنی آن پشته، پشتواره، ارتفاعی نه بس بلند از زمین، تل، تپه، توده، نجد و ربوه است.
پشته درست بهمان معنی نجد که معمولاً فلات گویند، در پارسی دری و در برخی گویشهای محلی بکار رفته‌است.
همچنین در گویش کوخِردی در هرمزگان بکار می‌رود مانند پشته «مد کمدین» و پشته « او شیرینو» جایی است بسیار سرسبز در فصل زمستان وبهار و دمبل (خیر) و اَکال درست می‌شود، مردم در آنجا به تفریح می‌روند، همچنین (پشتخه جابر) ، پشتخه باغ زرد. 
محدودیه پشتخه شاه حسینی از جنوب راه لاور شیخ عمر و 
تنب هنگ و از شمال (چُک) شیخ عمر و بین (گری) پهن و نرگ آودون علی و (سَرگرد) مرخاو، و از مشرق (خورنساء) ، و از سمت مغرب اشکفت ماوی قرار دارد.
پشتخه شاه حسینی، پشته‌ای دراز از سمت مغرب رو به مشرق که در قمست غربی آن از پهنای آن کاسته می‌شود، محل جوکار کوخردی‌ها است که در زمان قدیم در آن جو و گندم می کاشتند، مردم قدیم در آنجا دو عدد خمره در زمین کرده‌اند برای جمع‌آوری آب باران و در ایام گرما از آن آب استفاده می نمودند. پشتخه شاه حسینی در بون کوه (زیر) 
در جنوب دهستان کوخرد واقع در بخش کوخرد شهرستان بستک و در غرب استان هرمزگان در جنوب ایران واقع شده‌است.

## فهرست منابع و مآخذ
- محمدیان، کوخردی، محمد. «به یاد کوخرد» ج۲. چاپ اول، دبی: سال انتشار ۲۰۰۳ میلادی.
- الکوخردی، محمد، بن یوسف، (کُوخِرد حَاضِرَة اِسلامِیةَ عَلی ضِفافِ نَهر مِهران Kookherd, an Islamic District on the bank of Mehran River) الطبعة الثالثة، دبی: سنة ۱۹۹۷ للمیلاد.
- مهندس:، حاتم، محمد ، غریب“ «تَاریخْ عَرَب الّهْولَة Huwala Arab History » “، دولة الکویت، ج۱. چاپ سوم، القاهرة، مصر ، دار الأمین للطباعة والنشر والتوزیع، ۸ شارع أبوالمعالی، سال انتشار ۱۹۹۷ میلادی، Engineer: Mohammed gharhb Hatem , third edition : Egypt (Cairo),1997 & 2013